# Digitální umění

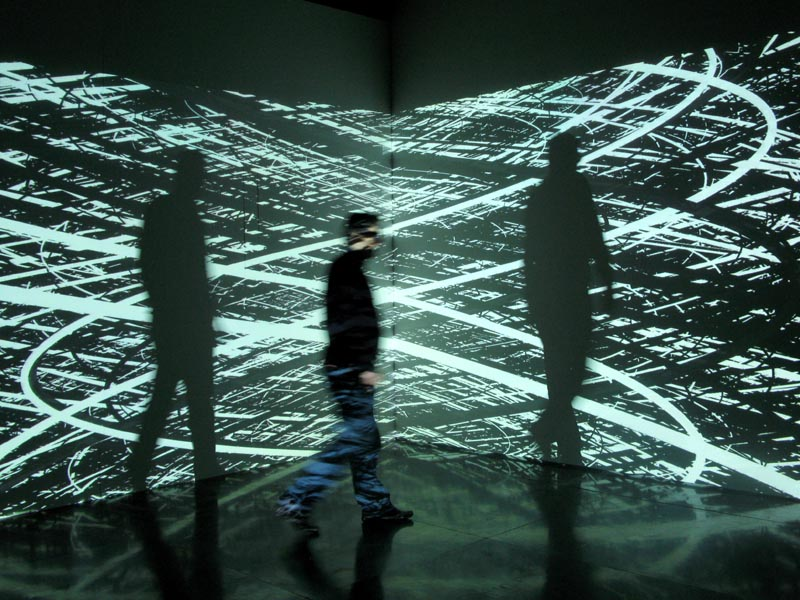
Irrationnal Geometrics, digital art instalace, 2008, Pascal Dombis

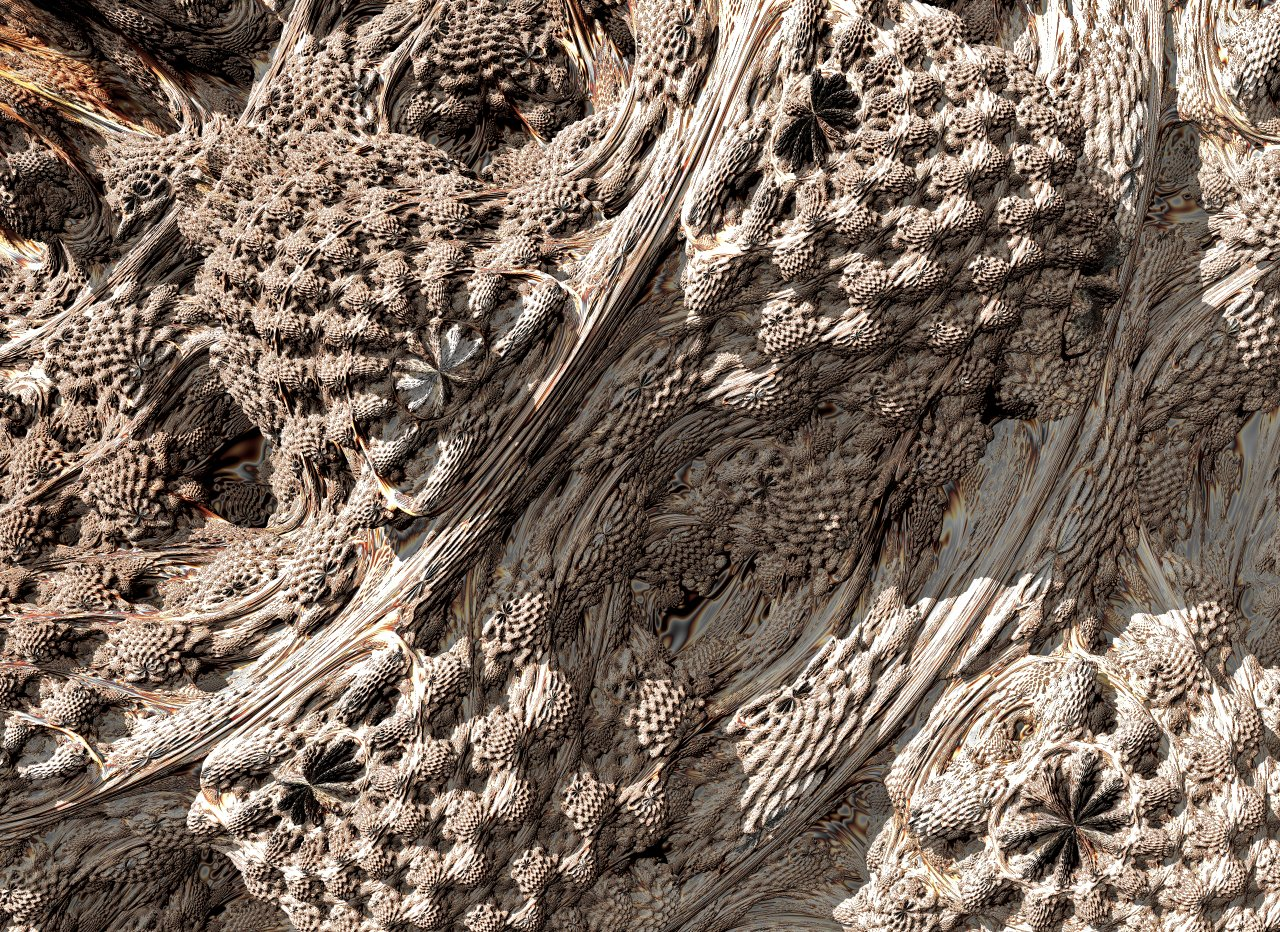
Mandelbrotova množina, fraktálové umění

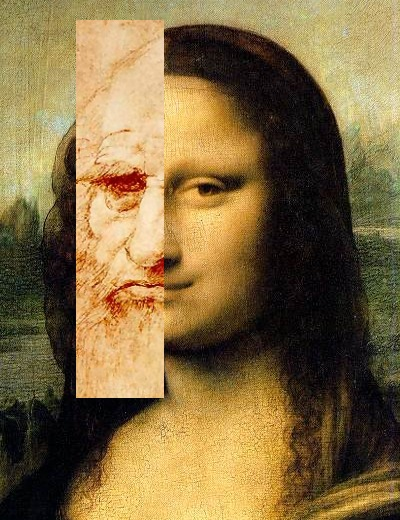
Lillian Schwartz: Srovnání tváře Leonardova autoportrétu a obrazu Mona Lisa podle Schwartzova Mona Leo; příklad digitálně manipulované koláže fotografií

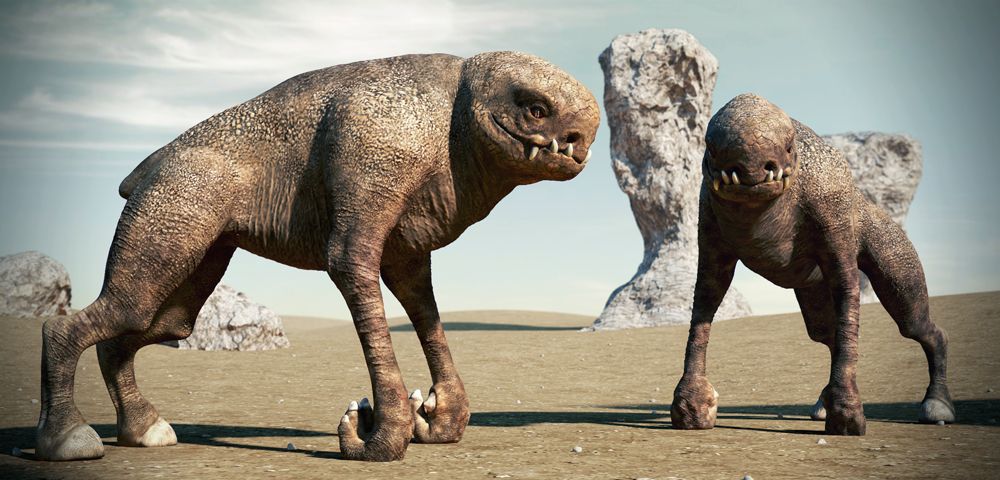
Digitální sochařství může vytvářet fotorealistické prostorové obrazy

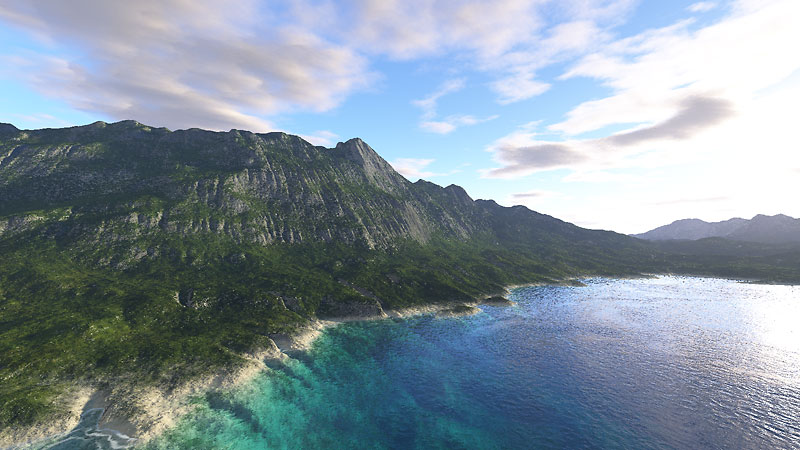
Fotorealistická krajina generovaná v Terragenu, který se používá při CGI ve filmu

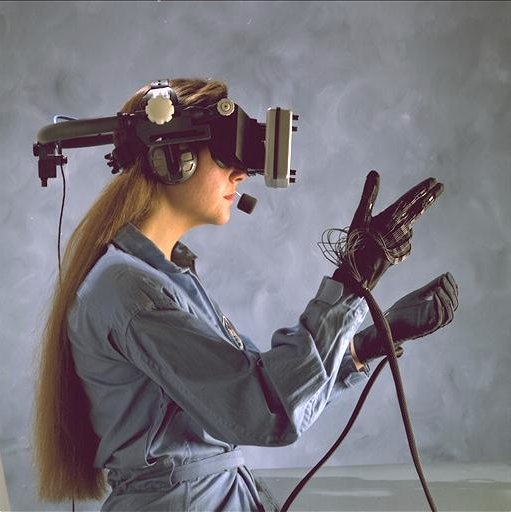
Kybernautka se zařízeními pro virtuální realitu, NASA

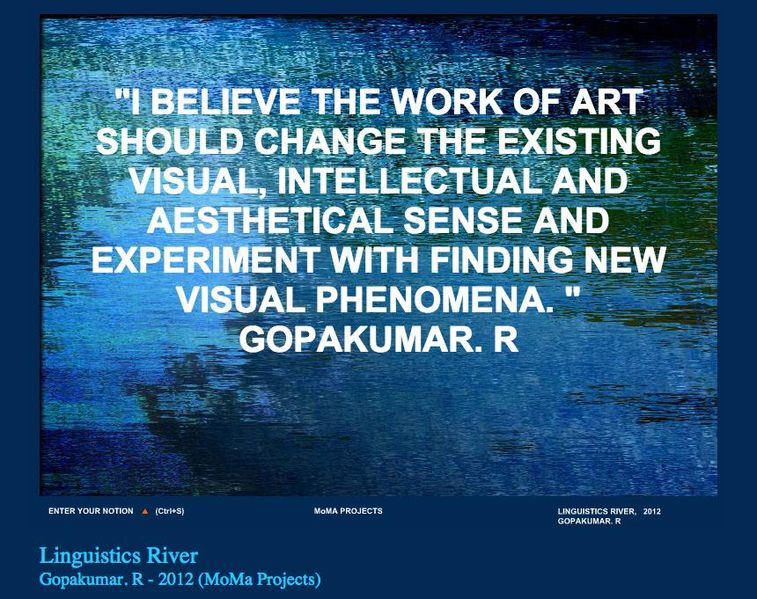
Linguistics River, 2012 MoMa educational net art project

Digitální umění je obecný termín pro umělecká díla, která využívají digitální technologii k jeho vytvoření nebo prezentaci. V širším slova smyslu se tohoto termínu užívá pro současné umění, které používá metody hromadné výroby a digitálních médií.
Termín digitální umění prošel několika změnami názvů, nyní spadá pod umění nových médií. "Novost" médií spočívá v nových a netušených možnostech umělecké tvorby, které umožňují nové digitální technologie. Je však rozdíl mezi uměním, které využívá digitální technologie jako nástroje tvorby tradičních uměleckých oborů (malba, hudba, sochařství, fotografie) a uměním, jež tyto technologie užívá jako své vlastní médium (počítačové umění, digitální instalační umění, počítačová animace či videoart).
Digitální umění se hojně využívá v reklamách, zprávách i u filmů (CGI), kde se pomocí počítačů vytvářejí speciální efekty. 
Problém je ovšem s uchováváním digitálního umění, které je často označováno za nestabilní, netrvalé, pomíjivé (mohlo by být samozřejmě uchováno zvukově). Performance taktéž po dokonání události zůstává pouze ve své dokumentaci. Procesuálně orientované práce digitálního umění jistě pomíjivý je, ovšem digitální technologie zároveň dovolují různé pokročilé způsoby záznamu. Bity a byty jsou ve skutečnosti mnohem stabilnější nežli malby, filmy či videonahrávky – jakmile je kód vytištěn na papír – práce sama není vůbec ztracena. Digitální umění činí nestabilním spíše rapidní změny ve vývoji, hardwareu a softwareu, či operačních systémů a webových prohlížečů. Ideálním řešením uchovávání digitálního umění je tak v podstatě sběr hardwaru a softwaru.

## Techniky digitálního umění ve vizuálním médiu
Digitální umění může být čistě počítačově generované jako fraktály či algoritmické umění nebo může být vzato z jiného zdroje (skenovaná, manipulovaná fotografie) nebo jako obrázek vytvořený vektorovou grafikou. Umělci používají mnoho zdrojů informací a programů k vytvoření jejich děl. Například mohou pomocí různých softwarů upravovat fotografie užitím elektronické verze štětce (štětce mohou být využívány jako razítka, která si můžete upravovat/vytvářet si své), filtrů a zvětšovacího přístroje. Mohou tak produkovat obrazy, které nejsou dosažitelné skrze konvenční fotografické přístroje. Navíc digitální umělci mohou manipulovat skenované kresby, malby, koláže nebo litografie, stejně tak mohou tyto techniky různě kombinovat. Digitalizovaná textová data a hrubé audio a video nahrávky nejsou sice obvykle považovány za digitální umění jako takové ale mohou být součástí většího projektu. Ačkoli termín digitální umění může být užit pro umění vytvořené pomocí jiných médií nebo procesů, obvykle se používá pro umění, které je netriviálně vytvořené počítačovými procesy (počítačovým programem, mikroprocesorem nebo jiným elektronickým systémem schopným analyzovat vstup a vytvořit výstup).

## Historie digitálního umění
Historie digitálního umění byla ovlivněna stejně tak vědou a technikou, jako umělecko-historickými vlivy.

### Vlivy vědy a techniky
- Vznik kybernetiky v roce 1948 Norbertem Wienerem. Jeho teorie poskytly základ k porozumění lidsko-strojové symbiózy, koncept objevený a dále rozvíjený spoustou digitálních umělců.

- Koncepty hypertextu (Vannevar Bush – MemEx, Douglas Engelbart, Theodor Nelson) Theodor Nelson je autor slov hypertextu, hypermedia a dalších, projekt XANADU.

- Vývoj počítačů (ENIAC: 1946 - první digitální počítač, který zabral celou místnost; UNIVAC: 1951 - první komerčně dostupný počítač, který zvládal procesovat textuální i numerická data; Apple Mac).

- Vývoj síťových technologií (spuštění ARPANET: 1964).

- Vznik GUI (graphical user interface): 1983.

### Umělecko-historické vlivy
- Hnutí Dada - nahodilost - idea pravidel, jako vytvářecího procesu - algoritmizace procesu tvorby umění. Duchampova práce měla na digitální média vskutku významný vliv - posun od objektu ke konceptu vtěleného ve spoustě jeho prací, může být nahlížen jako předchůdce "virtuálního objektu" - jako struktury v procesu - jeho readymades.

- Fluxus - události a hapeningy tohoto hnutí taktéž často stála na provedení precizních instrukcí (např. John Cage – princip nahodilosti, Nam June Paik – video art; happeningy).

- Konceptuální umění - důležité je zde zaměření na koncept, událost a zapojení.

### Konkrétní projekty
- M. A. Noll - první počítačově generované obrazy, vystaveny v roce 1965.

- Práce Johna Whitneye - pionýr počítačové tvorby filmu a otec počítačové grafiky (Catalog: 1967, Permutations: 1967, Arabesque: 1975) a Charlese Csuriho (Hummingbird: 1967 - krajinná počítačově generovaná animace). Snažili se o počítačem generované transformace vizuality skrze matematické funkce.

- Billy Kliver - založil EAT (Experiments in Art and Technology) - první komplexní spolupráce mezi umělci, inženýry, programátory, výzkumníky a vědci se stal charakteristickou součástí digitálního umění.

- Cybernetic Serendipity: 1968 - institut současného umění v Londýně - práce přes světelné a zvukové instalace až po robotické. Zaměření na estetiku strojů a jejich transformace.

- Jack Burnham (Systems Aesthetics, Real Time Systems: 1968-1969)- pohled systému je zaměřen na tvorbu stabilních trvajících vztahů mezi organickými a anorganickými systémy.

- Za užití videa a satelitů začali umělci v 70. letech experimentovat s živými performancemi a sítěmi anticipujícími interakce, které se nyní usazují na Internetu – streaming media.

- Rozšíření TV masového vysílání.

- D. David: 1977 – satelitní televysílání do více než 52 zemí, jež zahrnovalo jeho vlastní performance, či díla Nam June Paika, Fluxu či Josepha Beuyse.

- 1. interaktivní satelitní taneční performance: 1977 – K. Galloway, S. Rabinowitz, ve spolupráci s NASA

- R. Adrian - The World in 24 Hours: 1982 – propojení umělců z 60 měst skrze elektronická rozhraní – sdílení multimediálních uměleckých děl.

- Gibsonův Neuromancer: 1984, termín kyberprostor.

- Festifal Ars Electrónica v Linzi, EMAF, DEAF.[2]

## Obory v digitálním umění
- Nová média
- Počítačové umění
- Multimediální umění
- Interaktivní umění
- Počítačová animace
- Internetové umění
- Video umění
- Instalační umění
- Robotické umění aj.
- Texturování
- pixel art